# アンドレイ坂
アンドレイ坂（アンドレイざか、アンドリー坂、アンドレーエフ坂、アンドリーフスキー坂、アンドリーフシカ坂、アンドリイフスキ・ウズウィズ、ウクライナ語: Андріївський узвіз、露: Андреевский спуск、ラテン文字転写の例: Andriyivs'kyi uzviz、英: Andrew's Descent）は、ウクライナのキーウにある街路。全長は約750メートルであり、高低差は約70メートルである。

## 概要
キーウの観光地の1つに数えられ、みやげ物店、アンティークショップ、アートギャラリーなどが軒を連ねている。「キーウのモンマルトル」という異称をもつ。路面には石畳が敷設されている。最寄り駅はコントラクトヴァ広場駅である。

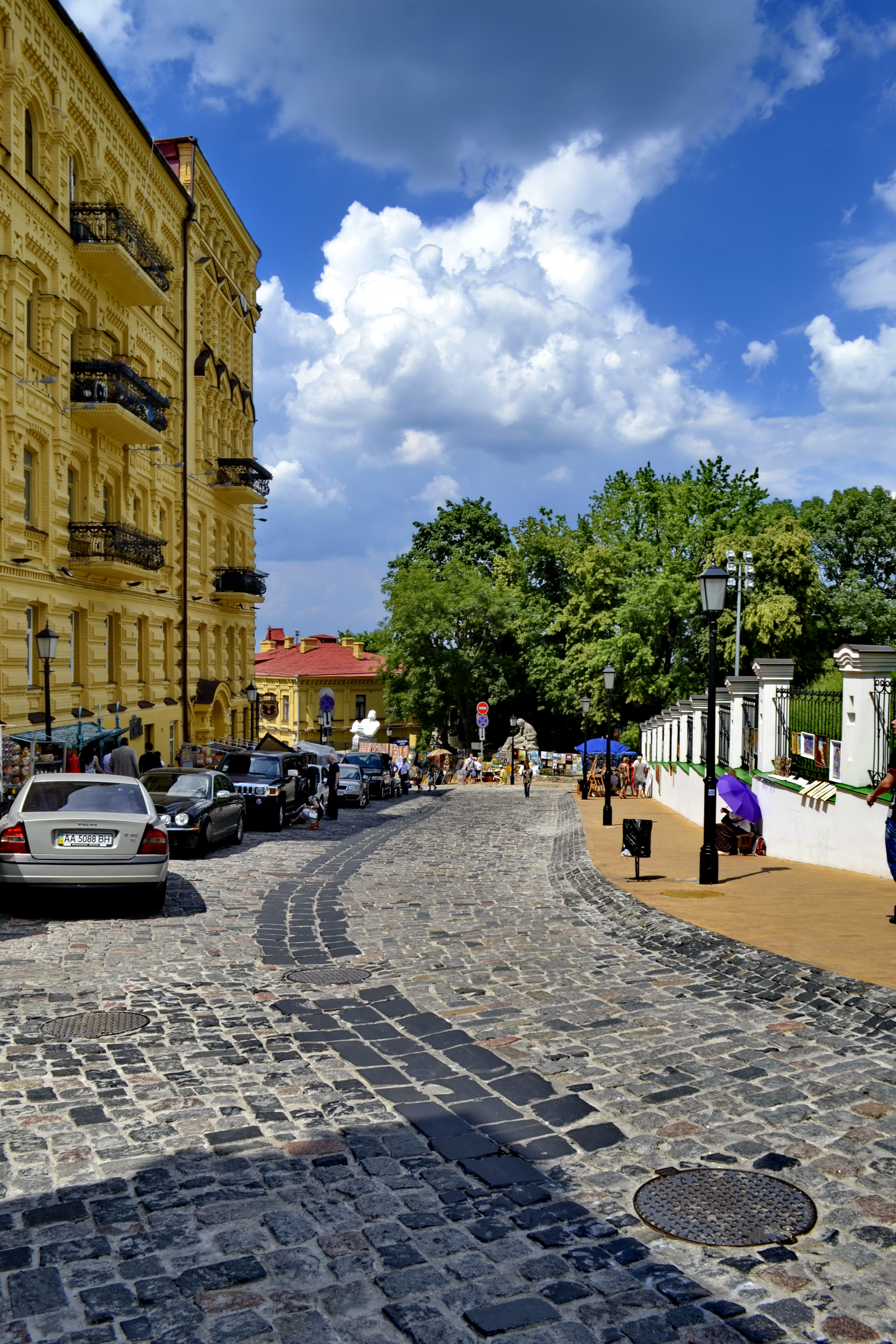
路面に敷かれた石畳

坂は、古キエフの古キエフ山にある聖アンドレイ教会の前付近から始まり、ポディールのコントラクトヴァ広場の前付近まで伸びている。通りは、城山とアンドリーフシカ山間を通過している。大部分はポディール地区に属するが、南端部はシェフチェンキフスキー地区に属している。
南端でデシャティンナ通りおよびウラジーミル通りと接続し、北端でポクロフスカ通りと接続している。北部でボリチフ・ティク通りと交差し、中ほどでヴォズドヴィジェンスカ通りと交差している。

## 来歴
1711年、荷馬車が通行できる道路として整備された。もともと平屋建てや2階建ての木造家屋が多く立ち並んでいたが、18世紀の半ばに聖アンドレイ教会が建造されて以降、大規模な集合住宅や洗練された邸宅が目立つようになった。1904年、リチャード獅子心王の城が完成される。1980年代の初頭に通りの再開発事業が開始される。1981年から1983年にかけて、建物の再建工事やランタンの設置工事が実施された他、石畳を敷設する工事が行われた。設計は建築家のアブラハム・ミレツキー、D・ヴォロノフ（ウクライナ語: Д. Воронов）、L・ガラーニナ（ウクライナ語: Л. Гараніна）およびO・コレスニコフ（ウクライナ語: О. Колесников）らによる。1982年はキーウ創建1500周年に当たり、記念事業の一環として補修工事や造園工事が実施された。1991年、ブルガーコフ文学記念博物館が開館される。

## 名称
この坂は古来より、ボリチフ坂（ウクライナ語: Боричів узвіз）と呼ばれていた。アンドレイ坂という名称は、聖アンドレイ教会が建造された際に同教会の名称から付けられた。1920年から1944年までは、ボリシェヴィキの革命家ヘオルヒー・リバーにちなんでH・リバー坂（ウクライナ語: Узвіз Г. Лівера）と呼ばれていた。1944年以降、現在の名称で呼ばれている。

## 見どころ

### 聖アンドレイ教会

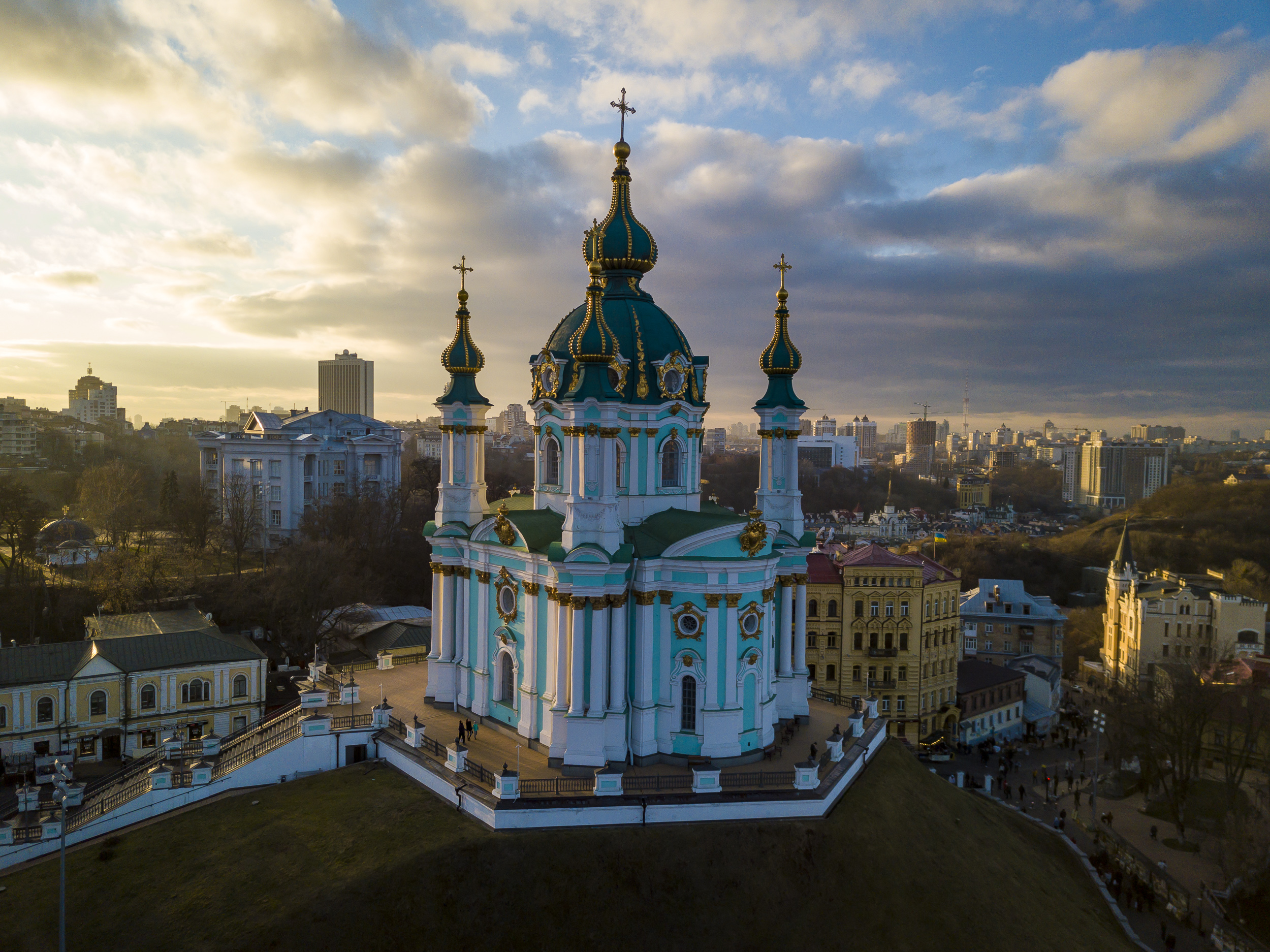
聖アンドレイ教会

アンドレイ坂やポディールを見下ろすアンドリーフシカ山にあるバロック様式の教会。23番地にある。設計はイタリア人建築家バルトロメオ・ラストレッリによる。当時のロシア皇帝エリザヴェータの命令によって18世紀の半ばに建造された。建設場所が複雑な地形であることなどから、建設工事はおよそ四半世紀にわたった。1751年に大部分が完成され、1753年まで内装工事や塗装工事が行われた。長さは31.7メートル、幅は20.4メートル、高さは50メートルである。再建工事や修繕は、1771年、1785年から1786年までと、1825年から1828年までおよび1949年から1954年までの期間に行われた。

### ブルガーコフ文学記念博物館

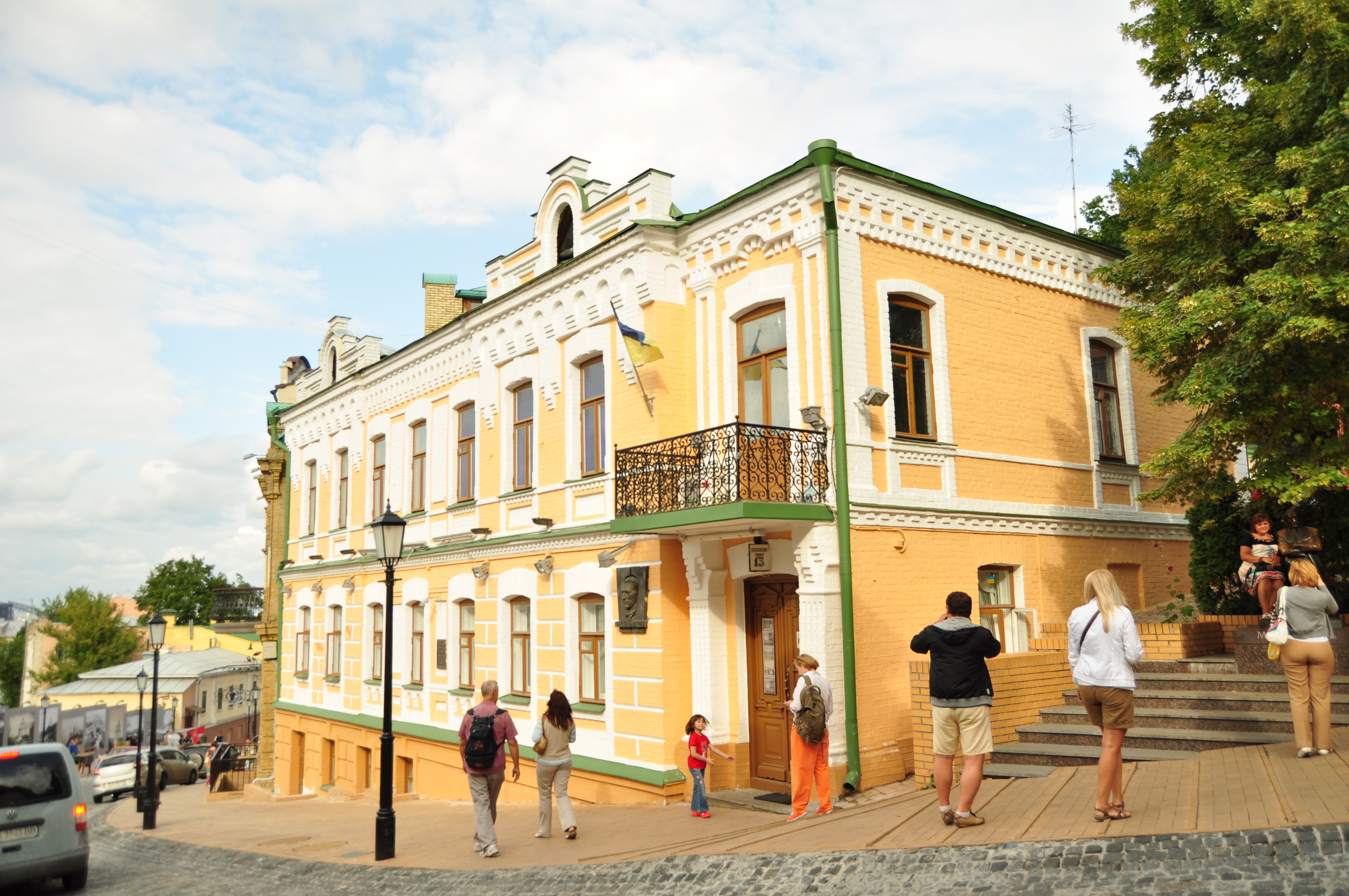
ブルガーコフ文学記念博物館

建築家ミコーラ・ゴーデニンによって1888年に建てられ、キーウ出身の作家ミハイル・ブルガーコフが1906年から1916年にかけてと1918年から1919年にかけて家族と居住していた家を博物館としたものである。13A番地にある。この博物館は1989年にキーウ市議会の決定によって設立され、1991年5月15日にブルガーコフの生誕100周年を記念して開館された。ブルガーコフは自伝的長編小説『白衛軍』およびこれを戯曲化した『トゥルビン家の日々』において、キーウのトゥルビン家の兄弟やその仲間がロシア内戦に翻弄される様子を描いているが、トゥルビン家の住まいは、実際にブルガーコフが居住していた、アンドレイ坂のこの家がモデルとなっており、坂は作中では「アレクセイ坂」となっている。

### とある街路の博物館

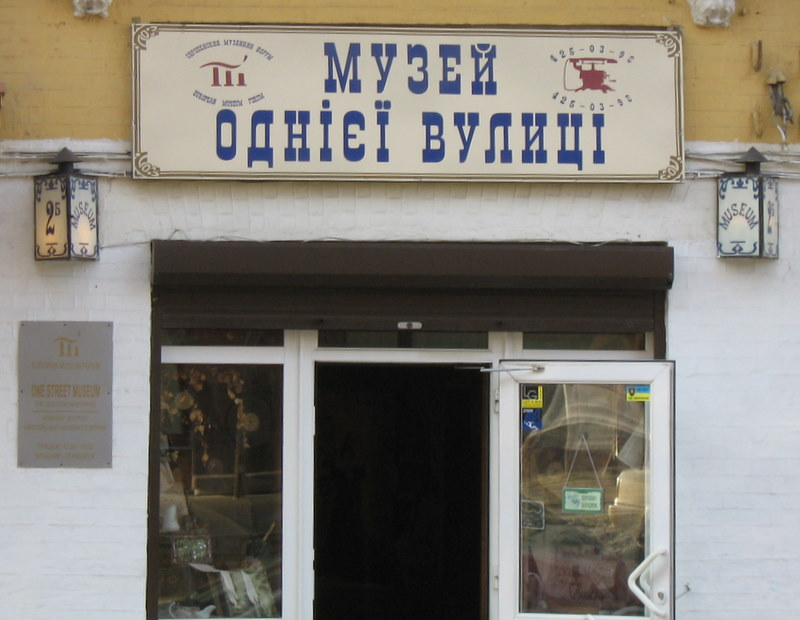
とある街路の博物館

アンドレイ坂の歴史をテーマにした博物館。2B番地にある。アンドレイ坂に昔からある建物や家屋から収集された骨とう品や家具、工芸品やポストカード、衣服や歴史的文書などを所蔵・展示している。ブルガーコフ家の紹介も行っている。2002年には、欧州評議会の下部組織であり、当時のベルギー王妃ファビオラ・デ・モラ・イ・アラゴンが後援していたヨーロッパ博物館フォーラムから推薦を受けている。

### リチャード獅子心王の城

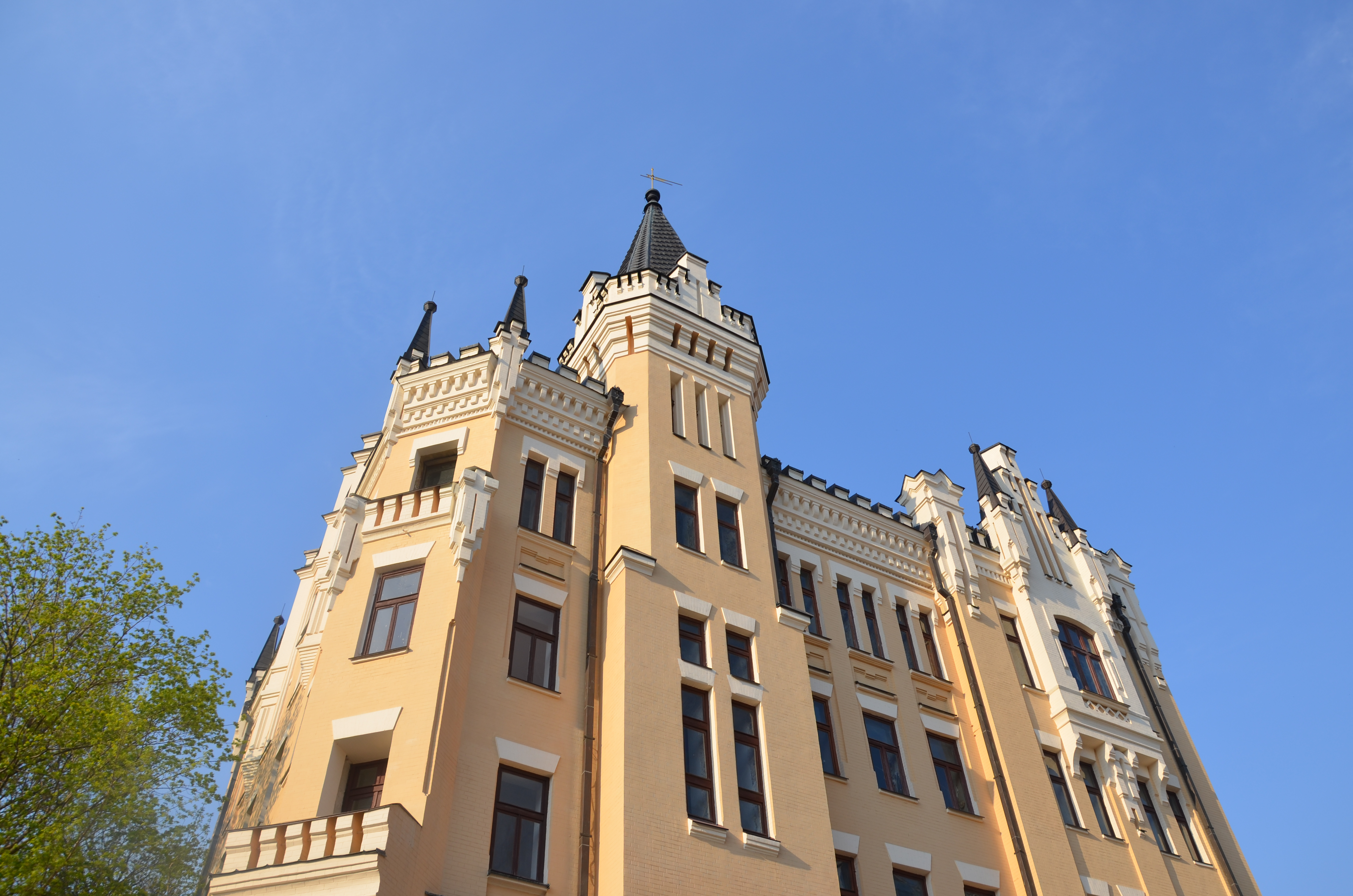
リチャード獅子心王の城

15番地にあるゴシック・リヴァイヴァル様式の建物。1902年に着工された。1904年3月24日、建設工事がほぼ完成されるという段階で、労働者の過失によって建設現場で大規模な火災が発生した。建設工事はその年のうちに完成された。リチャード獅子心王の城という名称は、ソビエト連邦の小説家ヴィクトル・ネクラーソフによって付けられた。イングランド王のリチャード1世とは関係はない。1911年に殺害された実業家、ドミトリー・オルロフ（ウクライナ語: Дмитрий Орлов）によって建設されたとされる。1905年から1906年にかけて、雑誌の編集局が置かれていた。

## ゆかりのある人物
アンドレイ坂に住んでいた著名人には、作曲家のアレクサンダー・コシツェ、文芸評論家のパヴロ・ザイツェフ、教会史家のステパン・ゴルベフ、科学者のテウフィーク・ケズマ、歴史家で神学者のニコライ・サガルダ、歴史家のアレクサンドル・オグロブリン、哲学者のシルベスター・ゴゴツキーなどがいる。アンドレイ坂に作業場を置いていた著名人には、画家のフォーティ・クラシツキー、画家のイヴァン・マクシェンコ、彫刻家で映画監督のイヴァン・カヴァレリゼなどがいる。